# 조경철
조경철(趙慶哲, 1929년 4월 4일 ~ 2010년 3월 6일)은 대한민국의 천문학자이며 대학 교수, 정치인, 수필가, 화가, 서예가, 평론가, 저술가이다. 본관은 백천(白川)이며 아호(雅號)는 고성(孤星)이다.

## 생애
1929년 4월 4일에 평안북도 선천에서 출생하였다. 부친 조재병(趙才炳)은 목재상을 경영하고 광산업에 종사하였으며 한국 전쟁 때 월남하여 1968년 별세하였다. 모친 진주 하씨 부인은 다정하고도 보수적인 성품이었으며 1959년 북한에서 별세하였다. 그는 청소년기부터 학업은 물론이고 예술과 체육에도 재능이 있었다. 지금의 초등학교에 해당하는 보통학교 5학년 때 일본을 포함한 전국 규모의 미술대회에서 최우수상을 수상하였으며 빙상 대표 선수를 하기도 했다. 평양고등보통학교(후에 평양 제2중학교와 서광중학으로 개칭)을 다닐 때 음악에 대한 열정을 보이기도 하였다. 조부로부터 배운 서예와 미술반 활동을 통해 유화에도 재능을 보였다. 고등보통학교 말기에는 임마누엘 칸트의 철학에 심취하기도 하였다.
1947년 김일성종합대학교 광산공학과에 1회로 입학하였으나, 김일성 암살을 모의한 사건에 연루되어 퇴학 처분되었고 체포 투옥되었다가 대한민국으로 망명하였다. 1948년에 종교 음악을 전공하던 박태준 교수의 추천을 받아 시험을 치루어 연희대학교 물리기상학과에 입학하여 수학하였다. 대학 3학년 때에 1950년에 외무부에서 모집한 유학 시험에 합격하여 일본 도쿄 대학교 진학을 앞두고 있었으나, 그 해(1950년) 6월 25일 한국 전쟁이 발발하자 1950년 7월 5일에 육군 준위 임관 및 군대 노역병(勞役兵)으로 일하다가 1950년 9월 28일 서울 수복 직후 해산되어 육군 연락 장교로 지원하여 같은 해 1950년 10월 7일에는 육군 소위로 진급, 전란에 본격 참전하였다. 이듬해 1951년 2월에는 육군 중위로 특진하였고 1년 후 1952년 3월에는 육군 대위로 진급하였다. 한국 전쟁 때 연락장교로 참전한 그는 전투 병과로 자원하여 금화지구 603고지 전투에서 무공을 세워 금성 화랑무공훈장을 받았으나 총상을 입었다. 이로 말미암아 후방으로 전출되어 대한민국 육군사관학교 물리학과 교수로 근무하였다. 이때 육군사관학교 생도 1기생들에게 물리학을 가르쳤는데, 그 중에는 전두환, 노태우, 정호용 등이 이었다. 1953년 휴전 후 학업 복귀를 위해 제대를 신청하여 같은 해 1953년 8월 15일 육군 대위로 예편하였다. 곧바로 1954년 연희대학교 물리학과를 졸업하여 물리학 학사학위를 취득했다. 이 해에 단돈 120달러를 소지하고 미국으로 유학하여 투스큘럼 칼리지에서 정치학 공부를 시작하였다. 생활비 마련을 위해 거리의 화가로 유화 초상화를 벌어 학비를 충당했으며, 학기말에는 전과목 A학점을 받아 랭킨 총장의 총애를 받았다. 그 보답으로 졸업식장에서 총장의 초상화를 그려 증정했다. 학부를 마치고 1955년에 펜실바니아 대학원으로 진학하여 정치학을 1개월 정도 공부하던 중, 스승 이원철 박사의 편지를 받고 천문학으로 전공을 바꾸어 미시간 대학교 대학원 천문학과에 입학하였다. 1956년 4월 미시건대학에서 개최된 미국천문학회에서 프랑크 우드(F. B. Wood) 박사에게 장학금과 생활비 제안을 받고 펜실베이니아 대학원으로 옮겨, 1959년 5월에 "다섯 개의 식변광성의 새 광도 요소(The New Light Elements of Five Eclipsing Variables)"라는 논문으로 석사 학위를 취득하였다. 1962년 5월에 "식쌍성 beta Persei, RZ Draconis, BX Pegasis의 광전 측광(Photoelectric Photometry of the Eclipsing Variables, beta Persei, RZ Draconis and BX Pegasi)"이라는 제목의 학위 논문으로 이학박사 학위를 취득하였다.
미국 워싱턴에 있는 미국해군천문대에서 천문학자로 연구하였다(1962-1965). 이곳에서 그는, 1873년에 건립된 구경 66cm 굴절망원경을 사용하여 식쌍성 연구로 논문 몇 편을 미국천문학회지에 게재하였다.
미국 메릴랜드주 그린벨트(Greenbelt)에 소재한 미국 항공우주국(NASA)의 고다드 우주센터(Goddard Space Center)의 천체물리연구부 책임자였던 에드워드 쿠페리안(Edward Kuperian) 박사의 권유를 받아 동 연구소에서 1965년부터 1967년까지 연구원(Research Scientist)으로 일했다.
1967년부터 1969년까지 미국 메릴랜드주 컬리지 파크(College Park)에 소재한 메릴랜드 대학교(University of Maryland)에서 교수로 일했다.
1968년 8월에 대한민국 정부의 해외 유치 과학자 제1호로 귀국하여, 이듬해인 1969년 7월 21일 달에 착륙한 아폴로 11호의 발사와 귀환까지 과정을 한국방송공사가 중계방송하였는데 여기서 그는 통역과 해설을 맡았는데, 암스트롱이 달에 첫 발자국을 딛는 순간 너무 흥분한 나머지 의자가 뒤로 넘어가는 장면이 방송되었고 이것을 코미디언들이 소재로 삼으면서 인기를 얻어 ‘아폴로 박사’란 애칭을 얻었다.(경향신문, 1996.9.5일자. "15년만에 돌아온 아폴로 박사") 1969년부터 1979년까지 연세대학교 이공대학 천문기상학과에서 교수로 일했다. 1967년 8월 28일 대한민국 과학기술처가 국립천문대 설치위원회를 구성하였는데, 조경철 박사는 민간 위원으로 이 일에 참여하여 천문대설치 계획안을 마련하였다. 그 후 1974년 4월 1일 국립천문대가 발족하였고, 1978년 9월 29일에는 소백산 천문관측소가 준공되었다. 조경철 박사는 천문대 건설 자문으로 1974년까지 관여했다.
1969년에, 현재 한국과학기술정보연구원의 전신인 한국과학기술정보센터(KORSTIC)의 초대 사무총장에 임명되어 1972년까지 국내외 과학과 기술에 관련된 정보를 제공하는데 힘썼다(동아일보 1969.10.28).
1970년 3월 18일, 당대의 유명 여배우인 전계현과 결혼하였다. 이 결혼식의 주례는 역사학자 이병도 박사가 맡았다.
1971-1974년, 한국천문학회 제5대 회장을 역임하였다.
1972-1975년 한국과학기술단체 총연합회 이사를 역임하였다.
1973년 과학기술총연합회 새마을기술봉사단의 현지기술지도단의 단원으로 활동하였는데, 이는 새마을 현장을 방문하여 새마을 사업 추진에서 나타난 기술적인 애로점을 찾아내어 현장에서 지도하고 해결해 주는 일을 한 것이었다.
1978년 5월 14일 모교인 터스큘럼 대학에서 명예 정치학 박사 학위를 받았다.
1978년 11월 서울 강남에서 국회의원으로 출마했으나 낙선하였다.
1979-1982년 한국올림픽위원회 상무이사를 역임하였다.
1979년 3월 경희대학교 물리학과 교수로 자리를 옮겼다(동아일보 1979.03.26). 1980년 5월에 경희대학교 교무부총장에 임명되었다(경향신문 1980.5.9자, 동아일보 1980.05.09).
1981년 3월 서울 종로 중구 지역구 국회의원으로 출마하였으나 낙선하였다.
1982년 육군사관학교 교수 동우회 회장을 맡았다.
1984년 5월 21일에 세종문화회관에서 열린 한국우주과학회 창립총회에서 초대 회장에 선출되었다(동아일보 1984.05.21).
1985년 1월에는 미국 오하이오 주립대학교, 미국 항공우주국, 카네기 재단 등에서 그해 새로 설립된 경희대학교 우주과학과에 필요한 관측 기기 사용 협의 및 자료 수집하고 2월 14일 오후에 귀국하였다(매일경제 1985.01.16 자, 매일경제 1985.02.18일자). 이 해에 신설된 경희대학교 우주과학과 학과장이 되었다.
1988-1990년 Wang Computer Korea 상임고문을 역임하였다.
1990-1992년에 한국우주과학회 제4대 회장을 역임하였다.
1993-2007년에 경희대 평화복지대학원에서 교편을 잡았다.
1993년에 한국우주환경과학연구소라는 사설 연구소를 설립하여 2009년까지 소장으로 재임하였다.
1994년 한국아마추어천문학회(The Korean Amateur Astronomical Society) 제3대 회장에 선출되어, 1996년까지 재임하였다.
1995년 8월에 새정치국민회의에 입당하여(매일경제 1995.08.11) 당무위원을 역임했고, 1996년 3월부터 과학기술특별위원회 위원장을 역임하였다(1996.03.06).
1999년 11월 20-27일, 북한을 방문해 남동생 등 가족들을 만났다 (한겨레, 1999.11.20).
1999-2000년, 새정치국민회의 선거대책위원, 새정치국민회의 중앙위원을 역임하였고 2000년 새천년민주당 중앙위원 겸 고문을 잠시 역임하였으며 탈당 및 사퇴 이후 2001년 1월부터 7월까지 자유민주연합 특임행정촉탁위원을 잠시 역임하였다.
2010년 3월 2일 심장이 좋지 않던 그는 고열 증세로 병원에 입원하였으며, 3월 6일 급성 심근경색까지 겹치면서 상태가 나빠져 향년 81세로 끝내 숨졌다.

그는 과학자였지만 사회적 활동 범주가 넓은데다 단지 동경에 불과했던 우주에 대해 국민에게 희망을 줬다는 점에서 과학기술훈장 창조장이 추서되었고, 장례는 5일장사회장(葬)으로 치렀다. 화천조경철천문대에 여의도 집무실을 옮겨와 유품과 저서, 미술작품을 전시중에 있다.
그는 38년간에 걸쳐 173권의 저서와 번역서를 출간했으므로 연평균 4.6권의 책을 생산했다. 그의 집필 전성기는 그의 나이 50대와 60대인 1980~1990년대로서 20년 동안 연평균 6.2권의 책을 발간하였다.
그 가운데 그는 자서전에서 "특히 애착이 가고 노력을 많이 했던 책"으로 17권을 꼽고 있다. 그 가운데서도 프린시피아 I, II, III는 Isaac Newton의 Principia를 번역한 것으로, 그는 자서전인 "과학자 조경철 별과 살아온 인생(2007, 서해문집)에서 프린시피아 번역은 "무한한 성취감을 내게 느끼게 해준, 내 노력의 결정판"이라고 언급하였다.
또한, 그는 대중매체에 약 3,000건의 기고문을 투고하였다. 이러한 대중매체 기고 활동의 전성기는 1970년대이다. 특히 그는 자전적 에세이를 대중매체에 기고하였는데, 그 이유에 대해 그는 자서전에서 "전쟁을 두 차례 겪고, 빈손으로 출발하였지만 결코 꿈과 목표를 잃지 않고 살았던 나의 일대기가 청소년들에게 다소나마 자극이 되었으면 한다."고 밝혔다.
그는 자서전에서 그가 활발한 저술활동을 한 동기를 다음과 같이 밝혔다. "학계에도 수 십 배 공헌하고 있음을 보여주기 위하여, 또 나의 자존심을 지키기 위하여." 그는 공적인 일이 없는 날에는 아침 8시부터 취침 시간인 밤 12시까지 거의 매일 원고를 써야만 했다고 술회하였다.

## 가족 관계
- 아내: 전계현(영화배우)
  - 슬하 1남 1녀

## 인간 관계
- 물리학자 김정흠 박사와 절친한 친구 관계였다.

## 학력
- 평안북도 경림보통학교
- 평안남도 평양제2고등보통학교 졸업
- 김일성종합대학교 광산공학과 중퇴
- 육군보병학교 졸업
- 연희대학교 물리학과 학사
- 미국 투스큘럼 대학교 대학원 행정학 석사
- 미국 밴더빌트 대학교 대학원 정치학 석사
- 미국 미시건 주립대학교 대학원 천체물리학과 이학석사
- 미국 펜실베이니아 대학교 대학원 천문학과 이학석사
- 미국 펜실베이니아 대학교 대학원 천문학과 이학박사

### 명예 박사 학위
- 미국 투스큘럼 칼리지 명예 법학박사

## 수상 경력 및 기념물
- 1950년 금성 화랑무공훈장 수상
- 1970년 12월 5일, 국민훈장 동백장 수상
- 1972년 미국 국무부 우주개발 공로표창
- 1978년 체육부장관상 수상
- 1988년 한국우주과학회 우주과학상 수상
- 1989년 헝가리 국립 에오츠브(Eotvos)대학 아인슈타인 물리학상
- 1998년 평안북도 학술상
- 2001년 일본 도쿄 대학에서 1991년 와타나베 가즈로가 발견한 소행성에 4976 조경철(CHOU KYONG CHOL)로 명명
- 2002년 영국 케임브리지 대학교 〈20세기의 탁월한 과학자상〉 수상
- 2014년 10월 10일, 강원도 화천군 광덕산에 화천 조경철 천문대 건립.
- 2010년 4월 21일, 과학기술훈장 창조장 추서[2]

## 저서
천문학자 조경철이 뽑은 "특히 애착이 가고 노력을 많이 했던" 17권의 저서. (조경철, 2007, "과학자 조경철 별과 살아온 인생", 서해문집, pp. 388–390)
- 1982, UFO (창인사) - 한국에서 최초로 쓴 UFO에 관한 저서
- 1983, 대우주에의 도전 (한국방송사업단) - 우주 개발에 관한 대중서
- 1983, 천체의 신비 (한국방송사업단) - 천문학 대중서
- 1984, 현대물리학 (이우) - 현대물리학에 관한 대학 2-3학년 교과서
- 1985, John D. Kraus 저, 조경철 역, 전파천문학 (대광문화사) - John Kraus의 'Radio Astronomy'를 번역한 전파천문학 교과서, 1999년판 있음.
- 1985, Robert Jastrow 저, 조경철 역; ロバート ジャストロウ (著), 趙 慶哲 (翻訳) だれが宇宙を創ったか-はじめて学ぶ人のための宇宙論  우주는 누가 만들었나 (講談社: 日本) - 일본어로 쓴 천문학 대중서, 일본에서 17쇄 인쇄.
- 1986, 조선, 고요한 아침의 나라 (대광문화사) - 퍼시벌 로웰의 조선기행문. 'Corea, the land of the morning calm'의 번역서
- 1989, 현대천문학 (대광문화사) - 천문학에 관한 대학 2-3학년 교과서. 한국출판문화상 대상 수상.
- 1994, 날아라 우리별 (민서출판사) - 우리나라 최초의 인공위성 1호인 '우리별'에 대한 감격을 어린이를 위해 과학만화로 저술.
- 1996, 手にとって見る宇宙 : 図説·天文学入門 (光文社: 日本) - 일본어로 쓴 천문학 대중서. 한국어 제목: 손에 얹고 보는 우주.
- 1999, 뉴튼 저, 조경철 번역, 프린시피아 I, II, III (서해문집) - Issac Newton의 'Principia'를 4년간에 걸쳐 번역함. 본인이 "무한한 성취감을 느끼게 해준 내 노력의 결정판"이라고 언급함.
- 1999, 대우주 (한국과학문화재단) - 천문학 대중서. 출판문화상 수상.
- 2001, 中國과 韓國의 書藝史 (이화문화출판사) - 伏見沖敬의 1960년 저서 "書의 歷史"와 任昌淳이 日本의 정기간행물인 "墨"에 연재했던 한국의 서예에 관한 글을 趙慶哲이 編譯함
- 2005, Life and physical Universe (경희대학교출판부) - 경희대학교 대학원에서 외국 학생과 한국 학생을 위한 강의 교재.

연도별 저서 목록 (김천휘, 안영숙, 김연한, 2011, 우주과학회보, pp. 101–111)
- 1972, 우주, 지구 (금성출판사)
- 1973, 아폴로 박사의 과학 편력: 도전과 정복의 푸른 꿈 (전파과학사)
- 1973, 공저, 우주 (학원사)
- 1974, 과학자의 영지 (영지사)
- 1975, 근대화와 인간화 (삼성출판사)
- 1974, 우주 지구 기상 (중앙출판사)
- 1974, 우주과학개론 (한국출판사)
- 1974, 우주여행 (고려출판사)
- 1974, 현대지구과학 (진명출판사)
- 1976, 신비의 우주 (한국시청각교육원)
- 1977, 로켓과 우주여행 (현문사)
- 1977, 공저, 여성론 (중앙일보사)
- 1977, 우주과학 (연세대학출판국)
- 1977, 천체 기상 (금성출판사)
- 1978, 과학화와 한국 (한국과총)
- 1978, 美蘇의 戰略武器開發競合과 韓國安保問題 (연세대학교: 한국)
- 1979, 비행기 로켓 우주 (현대교육사)
- 1979, 공저, 자연과학 개론 (경희대출판국)
- 1979, 第三의 接觸 (新女花社)
- 1979, 과학과 생활 : 전국민과학화운동 (한국과학기술단체총연합회) 집필책임자
- 1980, 공저, 대학물리학 (탑출판사)
- 1980, 공저, 실험물리학 (경희대출판국)
- 1980, 천체관측실험 (한국우주과학회)
- 1980, 화성 1999 (겸지사) - B. O'Leary의 원저를 번역함.
- 1981, 공저, 慶熙文學 (慶熙文人會)
- 1981, 공저, 나를 키워준 이 한마디 (대현출판사)
- 1981, 대학생활의 조건 (世文社)
- 1981, 門 (집현전사)
- 1981, 코스모스 (문화출판사) - Carl Sagan의 Cosmos 번역을 감수함.
- 1981, 공저, 현대사회는 인간화될 수 있는가 (경희대출판국)
- 1981, 현대사회의 인간화 (경희대출판국)
- 1982, 뉴 코스모스 (동호서관)
- 1982, 대우주에의 도전 (한국방송사업단)
- 1982, 블랙홀의 비밀 (한국방송사업단)
- 1982, 공저, 새마을운동연구논문집 (서울특별시)
- 1982, 새마을운동의 연구 (새마을운동연구회)
- 1982, 스페이스셔틀 (한국방송사업단)
- 1982, 공저, 신판 자연과학 개론 (경희대출판국)
- 1982, 아동교육의 방법 (대현출판사)
- 1982, 공저, 우리집 아이들은 이렇게 기른다 (대현출판사)
- 1982, 우주의 신비 (한국방송사업단)
- 1982, 偉人들의 座右銘 (대현출판사)
- 1982, 은하우주탐험대 (한국방송사업단)
- 1982, 공저, 일반물리학 실험 (형설출판사)
- 1982, 태양의 드라마: 천문학 입문 (동호서관)
- 1982, E.T. (창인사)
- 1982, 공저, Saemaul Undong (새마을운동연구회)
- 1982, UFO (창인사)
- 1983, 편저, 스페이스 에이지: 우주전쟁과 지구탈출 (창인사)
- 1983, 천체의 신비 (한국방송사업단)
- 1984, 공룡이야기 (과학교육출판사)
- 1984, 깊은 바다 (과학교육출판사)
- 1984, 남극이야기 (과학교육출판사)
- 1984, 블랙홀 (과학교육출판사)
- 1984, 석유의 과학 (과학교육출판사)
- 1984, 석탄과 우리의 생활 (과학교육출판사)
- 1984, 에너지 (과학교육출판사)
- 1984, Isaac Asimov 저, 조경철 역, 우주개발 (과학교육출판사)
- 1984, 원자 (과학교육출판사)
- 1984, 원자력 (과학교육출판사)
- 1984, 인류의 기원 (과학교육출판사)
- 1984, 전기 (과학교육출판사)
- 1984, 지구 (과학교육출판사)
- 1984, 지진 (과학교육출판사)
- 1984, 태양열 (과학교육출판사)
- 1984, 혜성이란? (과학교육출판사)
- 1984, 화산 (과학교육출판사)
- 1984, 공저, 까치둥지가 드러난 나무 (ICPA)
- 1984, A. Arya 저, 조경철 역, 대학일반물리학 (형설출판사)
- 1984, 성경 연구 (IAVP)
- 1984, 공저, 우주탄생의 비밀 (주류출판사)
- 1984, 자연과학원론 (경희대출판국)
- 1984, 현대물리학 (二友出版社)
- 1985, 神과 천문학 (전파과학사)
- 1985, 실험천문학 (한국우주과학회)
- 1985, 전파천문학 (대광문화사)
- 1985, 공저, 종교에 나타는 孝의 사상 (대광문화사)
- 1985, 천문학과 동양철학 (대동출판사)
- 1985, 혼마 사부로(本間三郞) 저, 조경철 역, 초광속입자 타키온 Blue Backs (전파과학사)
- 1985, 할레이 혜성과 대우주 (정음문화사)
- 1985, Robert Jastrow 저, 조경철 역; ロバート ジャストロウ (著), 趙 慶哲 (翻訳) だれが宇宙を創ったか-はじめて学ぶ人のための宇宙論  우주는 누가 만들었나 (講談社: 日本)
- 1986, K. Bronstein 저, 조경철 역, 5차원의 세계 (전파과학사)
- 1986, 공저, 비오는 날의 도깨비 (햇빛 출판사)
- 1986, 인류사회 再建의 대화 (경희대출판국)
- 1986, 입체로 보는 3차원 별자리 (진선출판사)
- 1986, Percival Lowell 저, 조경철 역, 朝鮮 고요한 아침의 나라 (대광문화사)
- 1987, 공저, 佛敎와 諸科學 (동국대학출판국)
- 1987, 공저, 성화봉을 드높이 (한국올림픽추진위원회)
- 1987, 로케트에서 달 정복까지 (국민서관)
- 1988, 아폴로 박사의 과학만보 (대광문화사)
- 1988, 천체관측 가이드 (전파과학사)
- 1988, 현대우주물리학 (대광문화사)
- 1988, 편저, 혜성의 비밀 (겸지사)
- 1989, 공저, 文學精神 (문학정신사)
- 1989, 우주와 UFO (민서출판사)
- 1989, 현대천문학 (대광문화사)
- 1990, 로켓공학 (경희대출판국)
- 1990, 스페이스 에이지 (창인사) - 1983년의 신판
- 1990, 신비의 우주 (대원사)
- 1990, 우주는 왜 (藝林堂)
- 1990, 인공위성 개론 (경희대출판국)
- 1990, 공저, 學者들과 文鮮明 (一念)
- 1991, 공저, 나의 길 나의 삶 (동아일보사)
- 1991, 공저, 노란 사진첩 속의 꾸러기들 (大敎出版社)
- 1991, Hoque 저, 조경철 역, 노스트라다무스의 1000년 예언 (대광출판사)
- 1991, 백만인의 자동차생활 (정우사)
- 1991, 신비한 우주의 세계 (대교출판)
- 1991, A. Cliff 저, 조경철 역, 에피소드 과학사 전3권 1. 물리학 2. 생물학 3. 화학 (우신사)
- 1991, 우리 사회는 어디로 가고 있는가 (민화당)
- 1991, 지구는 왜 (藝林堂)
- 1991, B. O'Leary 저, 조경철 역, 초신성 1984A (겸지사)
- 1992, 만화 별자리 (민서출판사)
- 1992, 조경철 글, 고낙준 그림, 만화 우주여행 (민서출판사)
- 1992, Isaac Asimov 저, 조경철 역, 아쉬모브의 과학예언 (禮音社)
- 1992, Isaac Asimov 저, 조경철 역, 인간의 비밀 (禮音社)
- 1992, 자연교과서 퀴즈 1학년 (가나출판사)
- 1992, 자연교과서 퀴즈 2학년 (가나출판사)
- 1992, 자연교과서 퀴즈 3학년 (가나출판사)
- 1992, 자연교과서 퀴즈 4학년 (가나출판사)
- 1992, 감수, 쏙쏙쏙쏙 자연교과서 퀴즈 5학년 (가나출판사)
- 1992, 감수, 쏙쏙쏙쏙 자연교과서 퀴즈 6학년 (가나출판사)
- 1992, 공저, 趙永植博士百人集 (圓方閣) - 趙永植 경희학원장
- 1992, 終末은 있는가 (禮音社)
- 1992, NHK 은하우주 오딧세이 I
- 1992, NHK 은하우주 오딧세이 II
- 1992, NHK 은하우주 오딧세이 III
- 1992, UFO 괴기사건 (넥서스)
- 1993, 공저, 그래도 大洞江은 흐른다 (법조사)
- 1993, (친구들과 함께 떠나는) 별자리 여행 (민서출판사)
- 1993, 운석 (대광문화사)
- 1993, 평화로운 인생을 위하여 (교음사)
- 1993, UFO와 외계인 (넥서스)
- 1994, 날아라 우리별 (민서출판사)
- 1994, 에디스 코페르니쿠스 (민서출판사)
- 1994, Roger B. Culver 저, 조경철 역, 실험천문학 (대광문화사)
- 1995, 감수, 학습만화 과학시리즈 29 원자력의 이용 (현대출판사) - 김일혁, 김정흠, 김주필, 조경철 감수.
- 1996, 手にとって見る宇宙 : 図説·天文学入門 (光文社: 日本)
- 1999, 공저, 나를 매혹시킨 한 편의 시 (문학사상사)
- 1999, 大宇宙 (한국과학문화재단)
- 1999, (청소년이 꼭 알아야 할) 대우주이야기 (서해문집)
- 1999, 아폴로박사의 별자리 이야기 (대광문화사)
- 1999, 공저, 어머니와 나 (연꽃마을)
- 1999, Isaac Newton 저, 조경철 역, 프린시피아 I (한국과학문화재단)
- 1999, Isaac Newton 저, 조경철 역, 프린시피아 II (한국과학문화재단)
- 1999, Isaac Newton 저, 조경철 역, 프린시피아 III (한국과학문화재단)
- 2000, 共說, 독서평설 (지학사)
- 2000, 아빠 천문학이 뭐예요? (가람기획)
- 2000, (아폴로박사의) 우주관측 (한국이공학사)
- 2000, 공저, 어린이 성공시대 (김영사)
- 2000, (21세기) 우주대탐험 (민서출판사)
- 2000, 천문학은 무엇
- 2000, UFO 접촉과학 (하나로)
- 2000, 조경철 편저, 이규성 그림, (그리스 로마 신화를 따라가는) 별자리 여행 : 만화로 배우는 별자리 이야기 (민서출판사)
- 2001, P. Lowell 저, 조경철 역, 내 기억 속의 조선 조선사람들 (예담)
- 2001, 우주는 Why? (藝林堂)
- 2001, (아폴로 박사의) 우주와 블랙홀 이야기 (한국이공학사)
- 2001, 中國과 韓國의 書藝史 (이화문화출판사) - 伏見沖敬의 1960년 저서 "書의 歷史"와 任昌淳이 日本의 정기간행물인 "墨"에 연재했던 한국의 서예에 관한 글을 趙慶哲이 編譯함
- 2002, 지구는 Why? (藝林堂)
- 2002, 공저, 한국인 100명의 행복경험 (월간조선일보)
- 2002, 감수, UFO 외계인 사전 (황소걸음)
- 2003, 우리의 우주: 태양계, 망원경, UFO (아이디니)
- 2004, 감수, 봄 여름 가을 겨울 우리 아이 첫 자연도감 12 (웅진닷컴)
- 2004, 우주여행 I (아이디니)
- 2004, 우주여행 II (아이디니)
- 2004, (화성탐구의 개척자) 퍼시벌 로우웰: 그가 본 조선과 갑신정변 (대광문화사)
- 2005, 은하 블랙홀 별자리 (영재)
- 2005, 케임브리지과학사 I. 생물 의학 이야기 (서해문집)
- 2005, 케임브리지과학사 2. 물리학 의학 이야기 (서해문집)
- 2005, 태양계 망원경 UFO (영재)
- 2005, Life and physical Universe (경희대출판국)
- 2006, 공저, 과학기술인 우리의 자랑 (한국과학문화재단)
- 2006, 失郷民(シルヒャンミン) 南北分断―そのとき私は16歳だった (イースト・プレス:日本) East Press
- 2006, 케임브리지과학사 3. 화학 이야기 (서해문집)
- 2006, 케임브리지과학사 4. 기술 이야기 (서해문집)
- 2006, 윤준환 글 그림, 조경철 감수, 교과서 만화 수학 2학년 (글수레)
- 2007, 과학자 조경철: 별과 살아온 인색 (서해문집)
- 2007, Genesis and evolution of the universe (Kyung Hee University Press) 경희대학교 출판부
- 2008, 우주비행사가 되고 싶어 (명진출판)
- 2008, (조경철 박사님의) 화성 이야기 (아이디니)
- 2009, 우주로켓: 아폴로 박사가 풀이하는 로켓에 대한 모든 것! (별공작소)

등 177권의 천문학 안내서 및 번역서, 50여 편의 논문을 남겼다. 그의 저술 목록은 저서, 공저, 번역서, 감수 등이 혼재되어 있으므로 아직 완벽하게 정리되지 못했다.
자서전
- 《과학자 조경철 - 별과 살아온 인생》, 서해문집, 2007.

## 기타
- 그는 자타가 공인하는 ‘아폴로 박사’라는 별명이 유명해질 정도로 지상파 방송사의 TV 프로그램을 여러 차례 출연한 적이 있었는데 특히 예능 프로그램에서는 1992년 문화방송의 예능 프로그램 《일요일 일요일밤에》의 인기 코너인 《몰래카메라》에 출연하기도 했다. 조경철은 《몰래카메라》에 출연한 것을 인연으로 당시 《몰래카메라》를 진행했던 개그맨 이경규가 결혼할 때 주례를 맡기도 하였다[3].

## 같이 보기
- 김정흠
- 최규남
- 윤일선
- 이원철
- 홍대용

## 역대 선거 결과
|  | 11.57% |

|  | 6.57% |